# فرشتدت
فرشتدت (به آلمانی: Frestedt) یک شهر در آلمان است که در دیمارشن واقع شده‌است. فرشتدت ۳۸۳ نفر جمعیت دارد.